# Salon du livre et de la presse de Genève

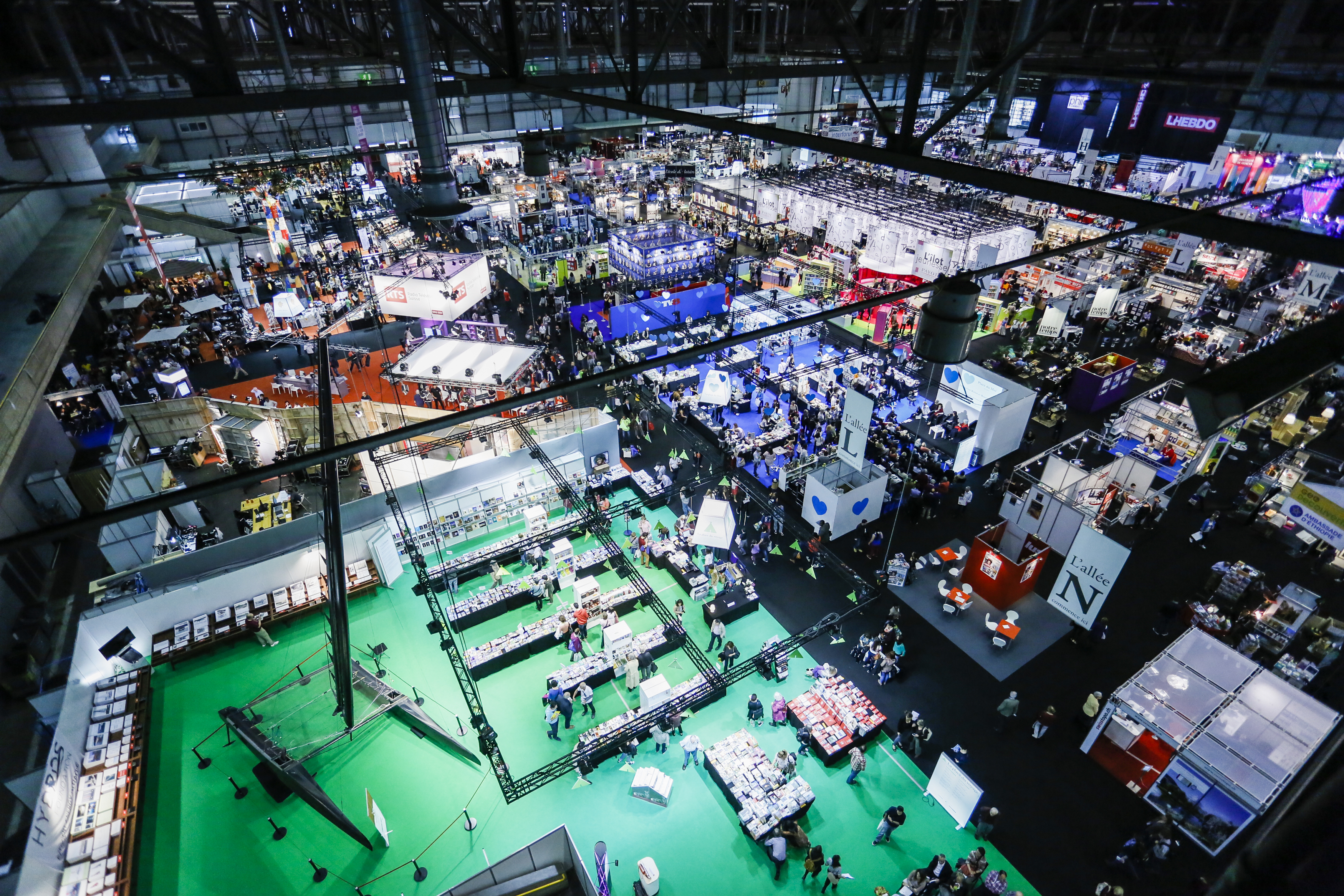
Die Genfer Buchmesse 2015

Der Salon international du livre et de la presse de Genève (deutsch Genfer Buchmesse) ist eine internationale Buchmesse. Sie findet alljährlich im Frühling statt und zählt jeweils zwischen 90 000 und 100 000 Besucher.
Die erstmals 1987 veranstaltete Messe wurde von ihrem Gründer, dem Verleger Pierre-Marcel Favre, geleitet, bis sie 2008 von Palexpo übernommen wurde, das Adeline Beaux zu ihrer Direktorin ernannte. Isabelle Falconnier, Journalistin bei L’Hebdo und Beauftragte für Literaturpolitik der Stadt Lausanne, ist seit 2012 Präsidentin des Vereins.